# Regionalverband Saarbrücken
A Regionalverband Saarbrücken (saarbrückeni regionális társulás) egy speciális önkormányzati társulás Saar-vidék tartományban.
2008. január 1. óta létezik.
Regionalverband Saarbrücken Saarpfalz, Neunkirchen és Saarlouis járásokkal határos. Lakosainak száma 332 252 fő.

## Városok és községek
(Fő 2020-ban)
| Városok 1. Friedrichsthal (9999) 2. Püttlingen (18.318) 3. Saarbrücken (179.349) 4. Sulzbach/Saar (16.343) 5. Völklingen (39.412) Községek 1. Großrosseln (7.928) 2. Heusweiler (18.015) 3. Kleinblittersdorf (10.808) 4. Quierschied (12.950) 5. Riegelsberg 14.380) |

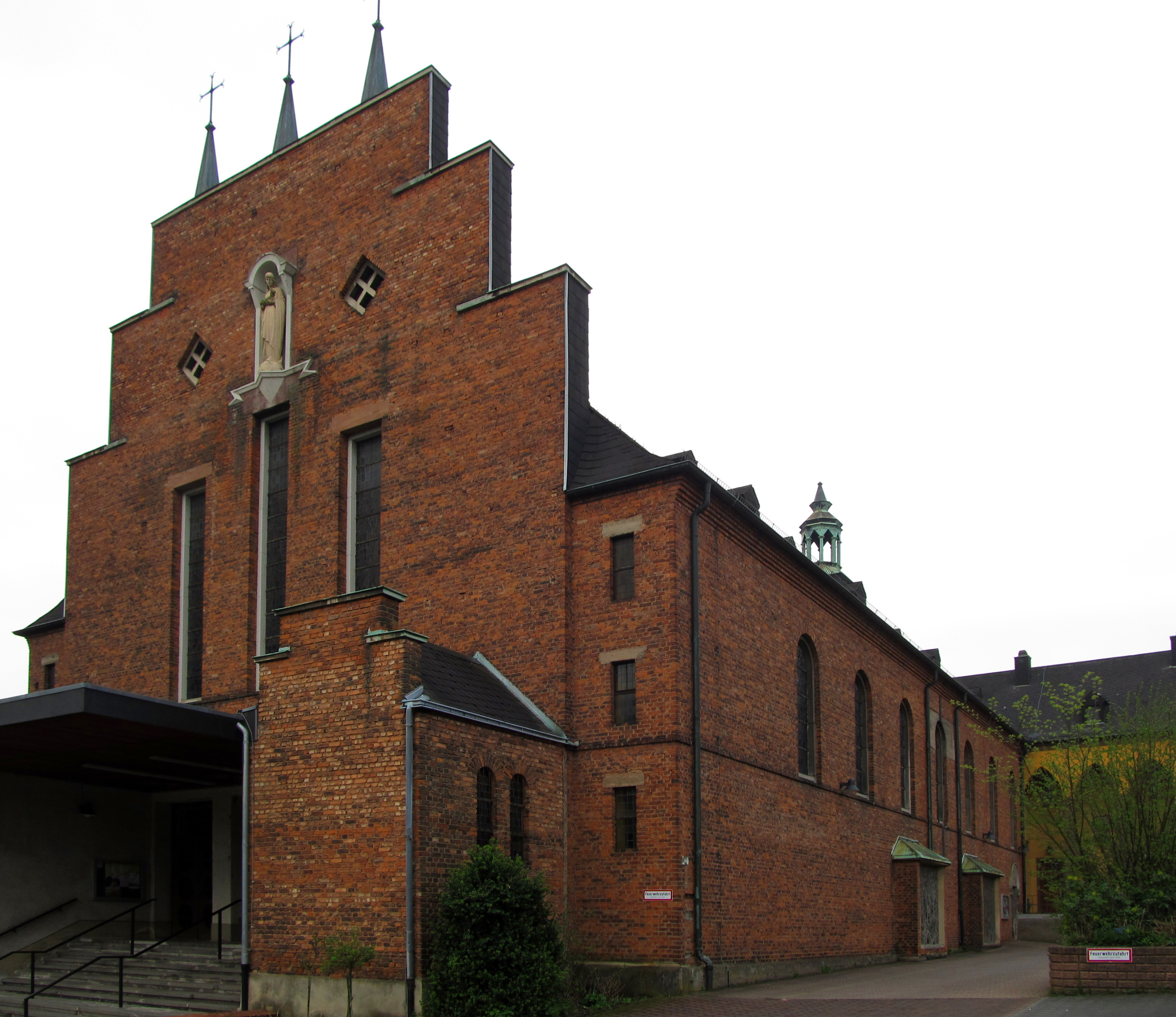
Friedrichsthal
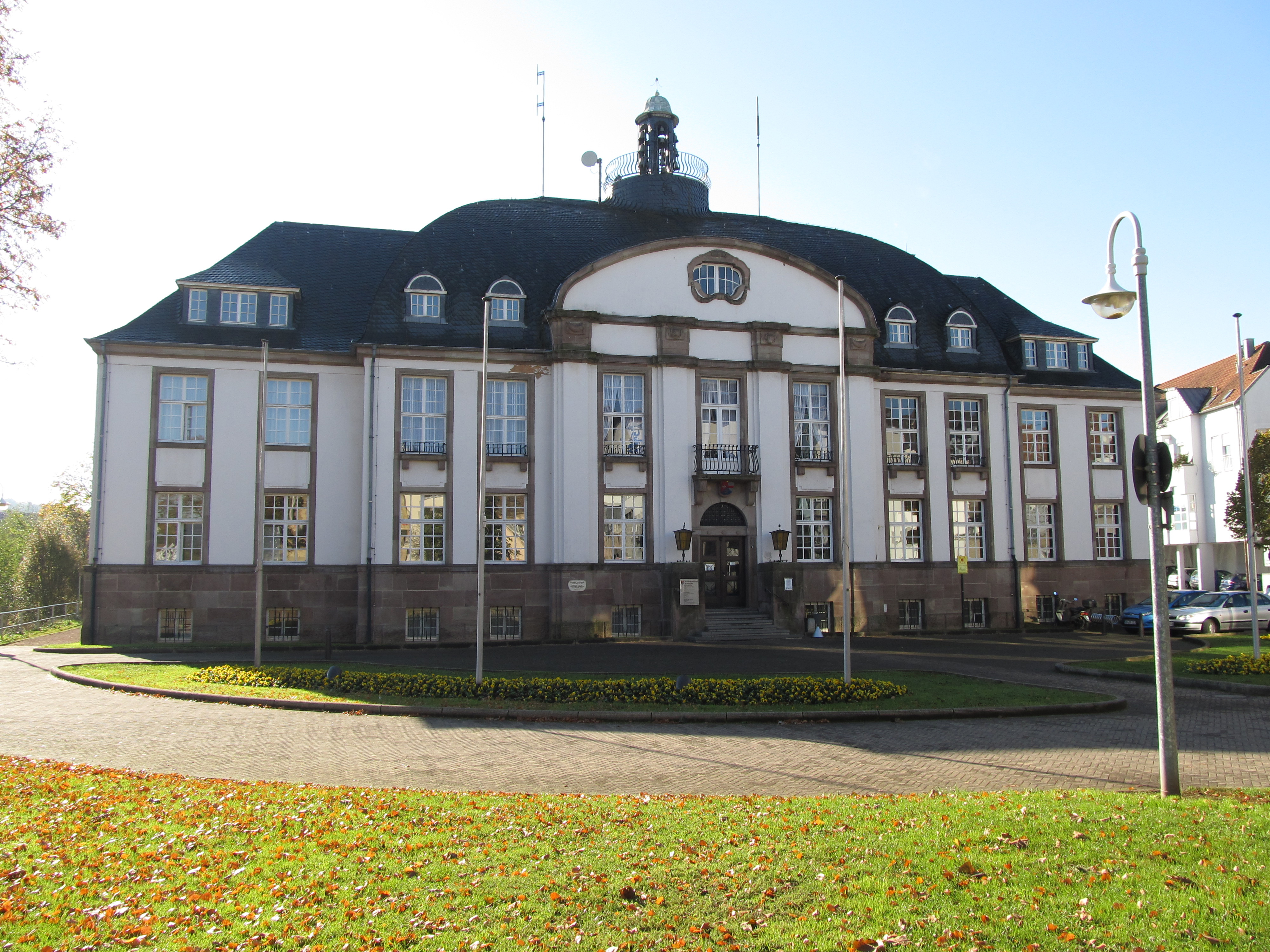
Püttlingen
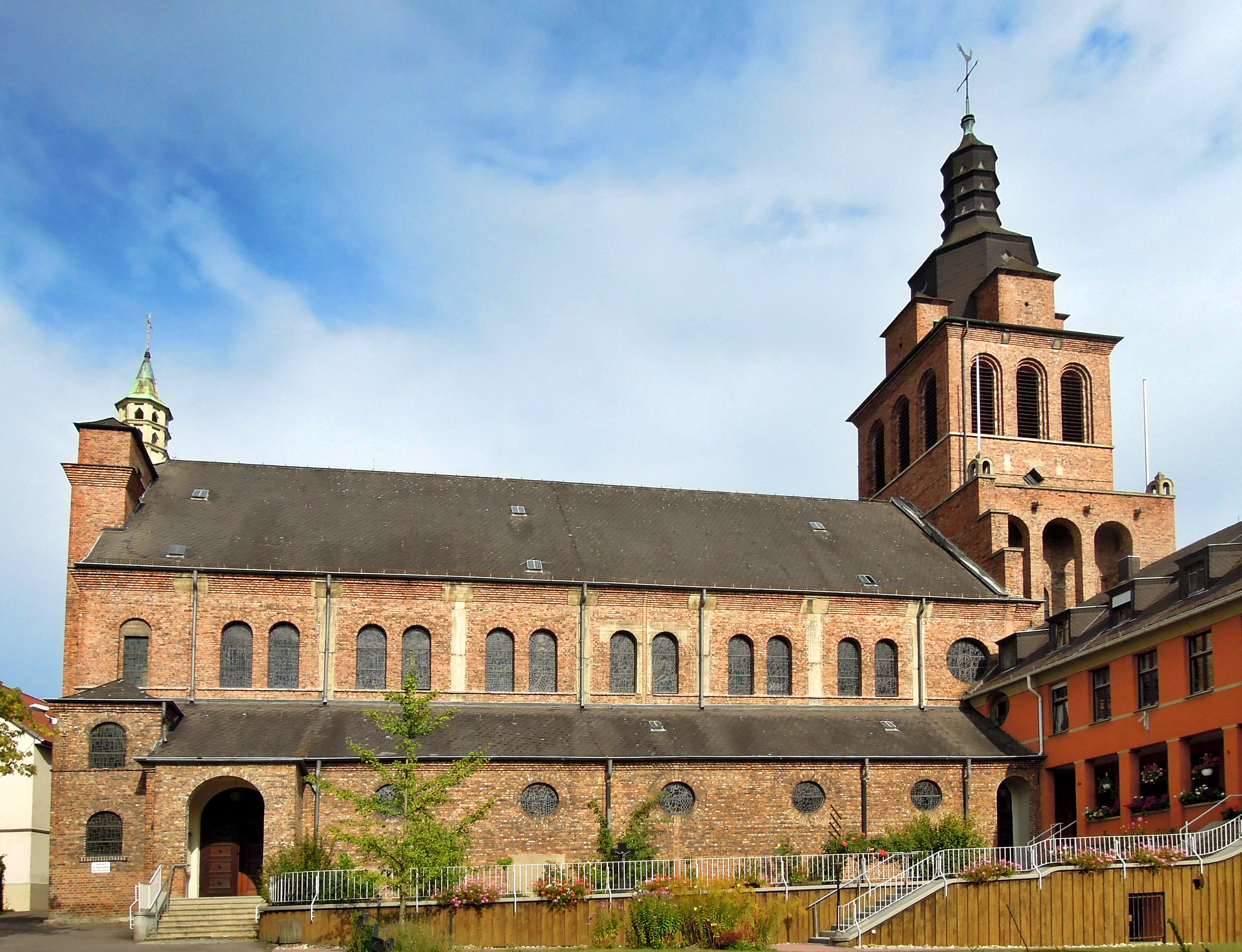
Sulzbach
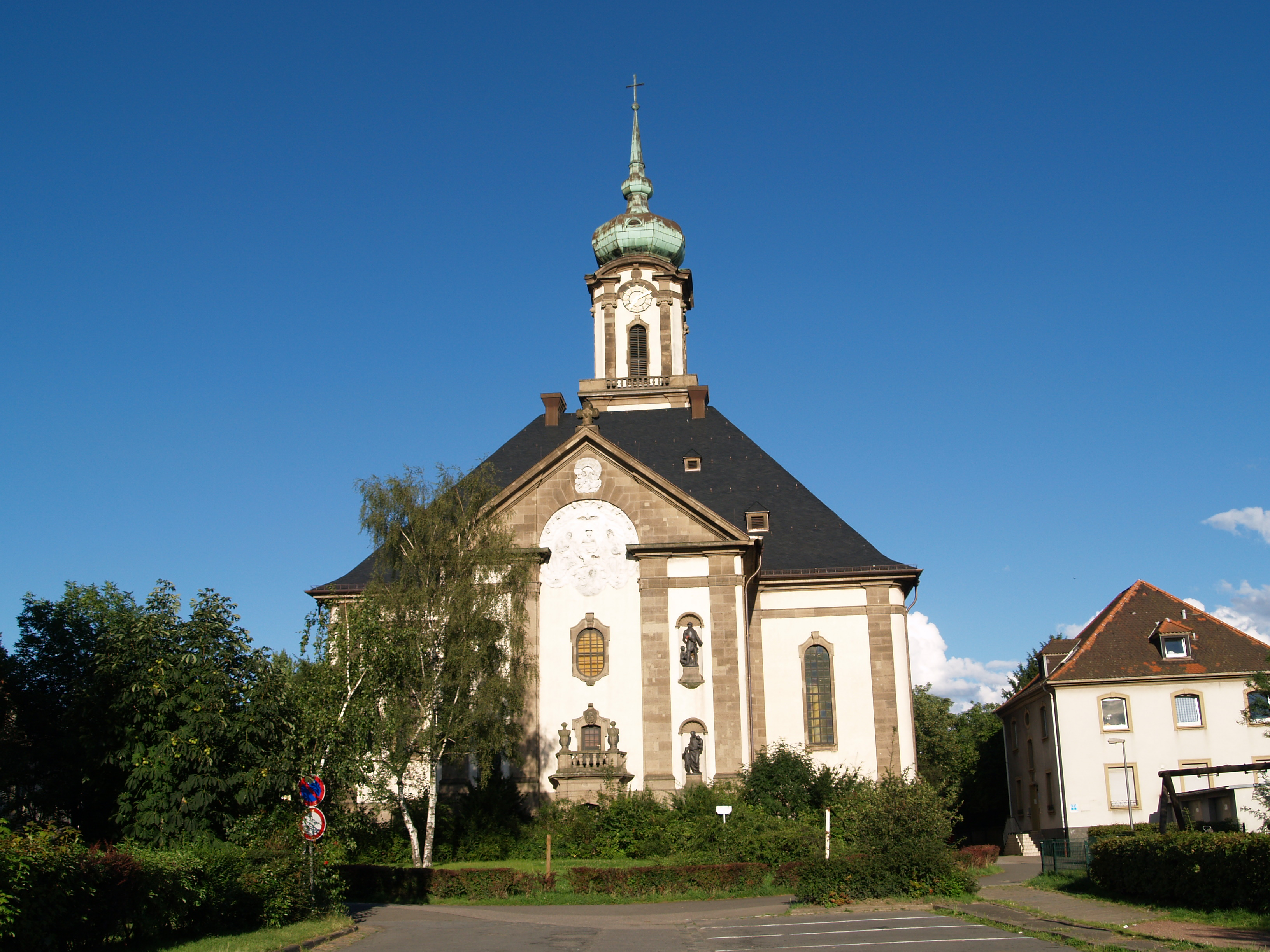
Völklingen
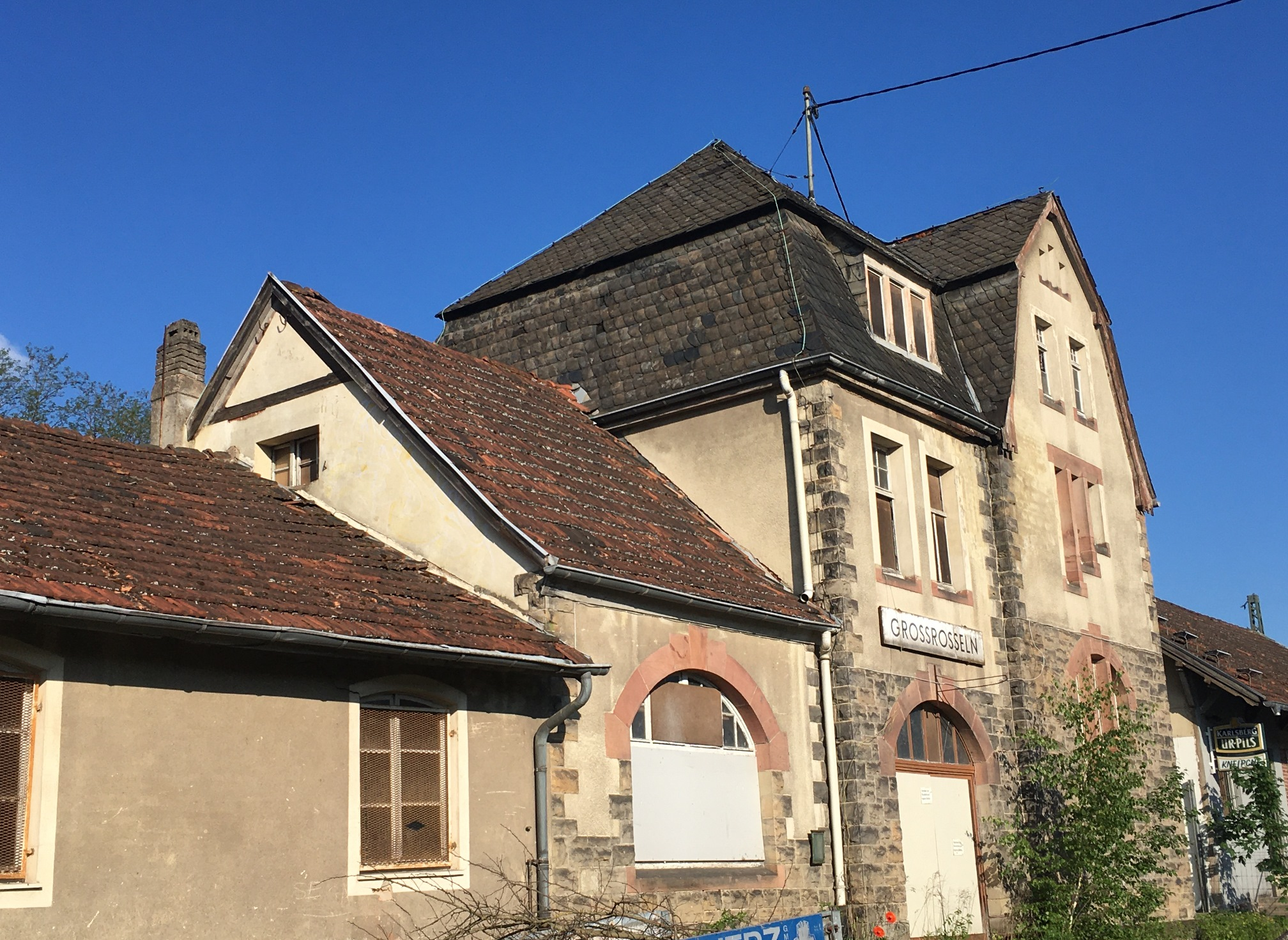
A großrosselni állomás
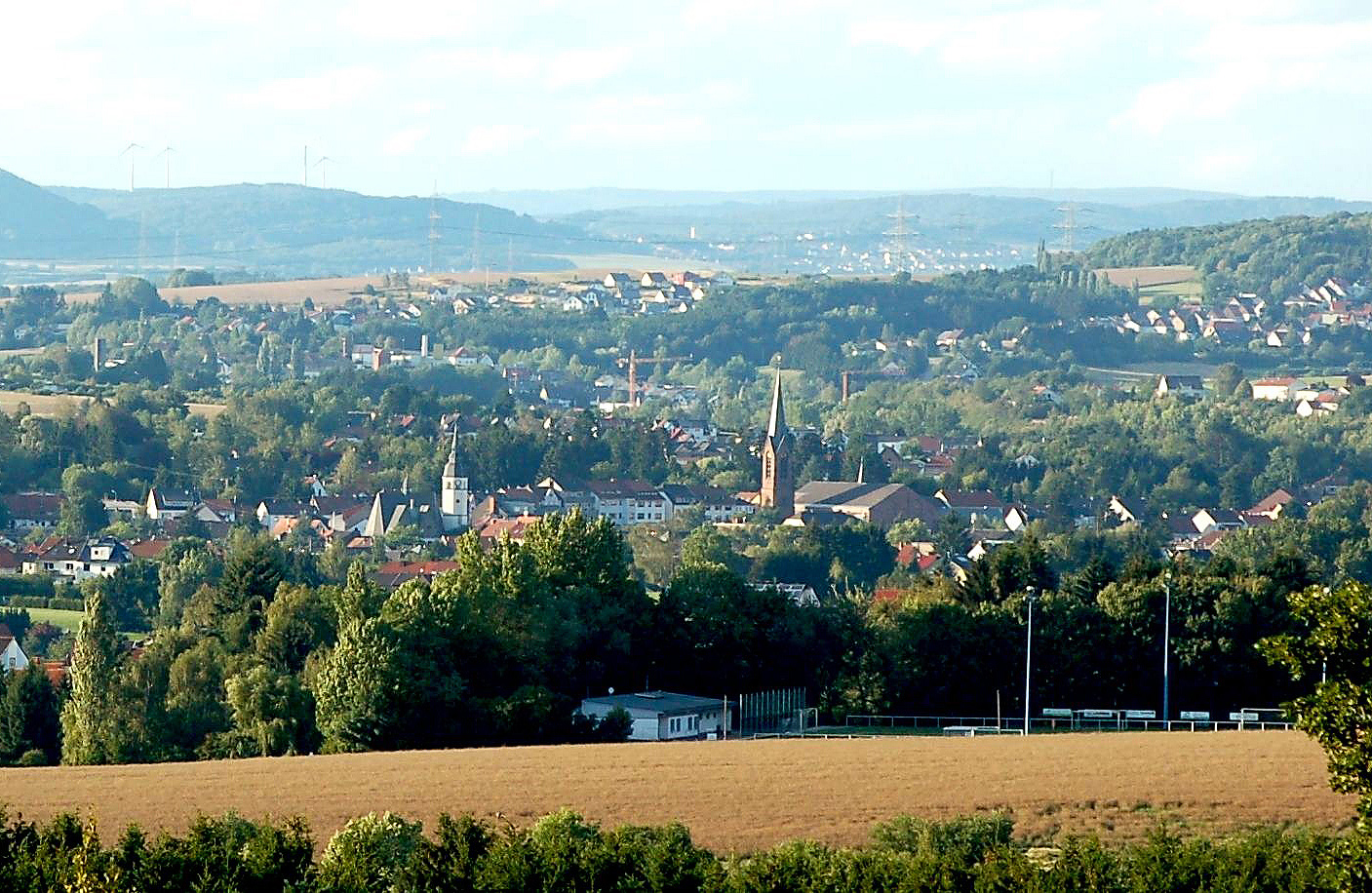
Heusweiler
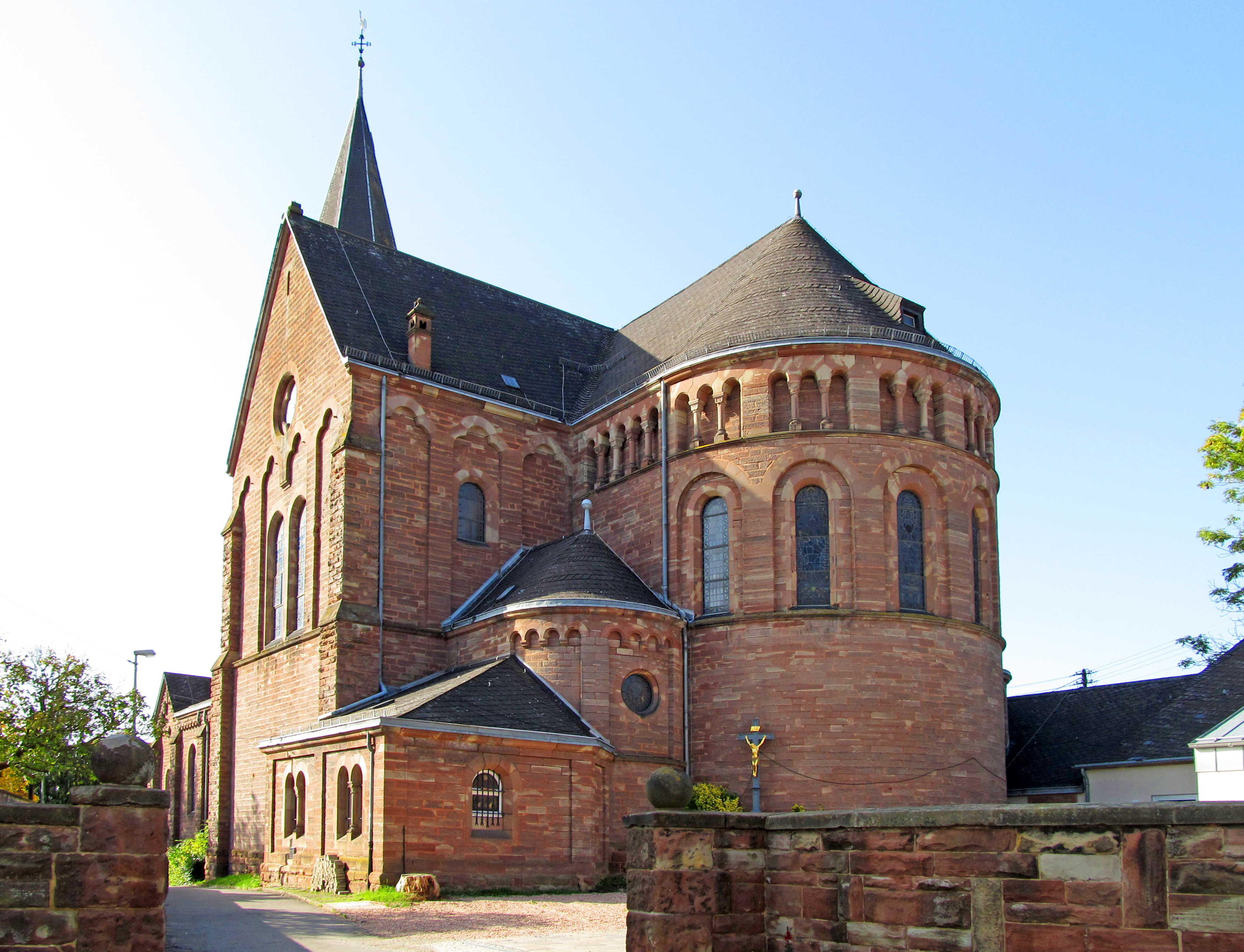
Kleinblittersdorf
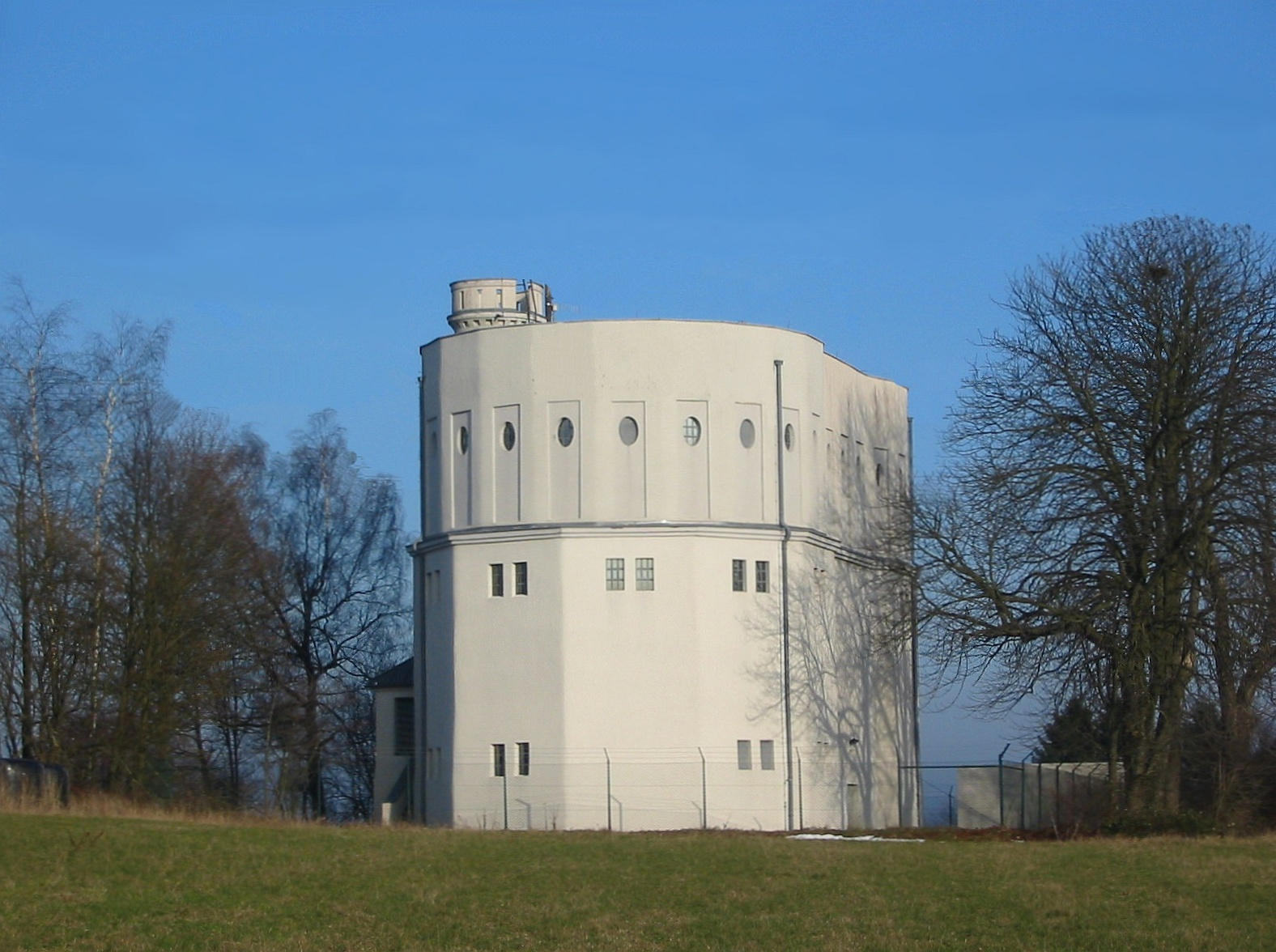
Quierschied
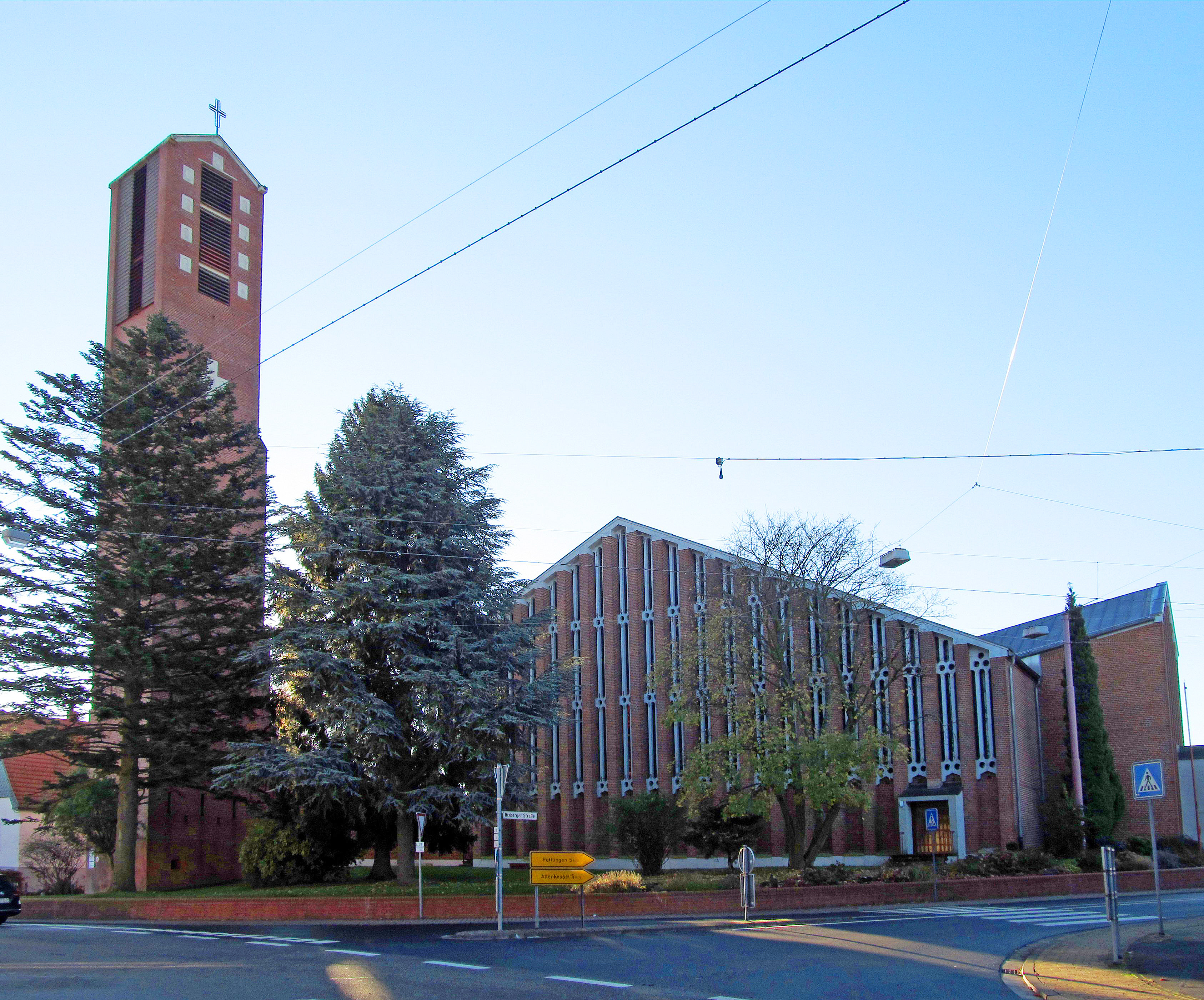
Riegelsberg

## Népesség
A járás népessége az elmúlt években az alábbi módon változott:

## Fordítás
- Ez a szócikk részben vagy egészben  a   Regionalverband Saarbrücken című holland Wikipédia-szócikk fordításán alapul.  Az eredeti cikk szerkesztőit annak laptörténete sorolja fel. Ez a jelzés csupán a megfogalmazás eredetét és a szerzői jogokat jelzi, nem szolgál a cikkben szereplő információk forrásmegjelöléseként.